# Llista de Creus de Sant Jordi/2018/Persones

#### Persones
Ref. Arxivat 2021-02-07 a Wayback Machine.
Informació actualitzada per un bot. Els canvis manuals es perdran quan s'actualitzi!
| Persona                            | Wikidata  | Descripció                                                                                                   | Ocupació                                               | Imatge |
| ---------------------------------- | --------- | --- | ------------------------------------------------------ | ------ |
| Franca Masu                        | Q568158   | cantautora algueresa                                                                                         | cantautor cantant compositor músic                     |        |
| Joan Soler i Amigó                 | Q3179618  | pedagog, escriptor i polític català                                                                          | escriptor pedagog                                      |        |
| Eduard Admetlla i Lázaro           | Q5475474  | Submarinista pioner que va batre el rècord d'arribar als 100m de profunditat amb escafandra autònoma al 1957 | fotògraf submarinista                                  |        |
| Lourdes Beneria i Farré            | Q6689740  | economista i feminista catalana                                                                              | economista professor d'universitat                     |        |
| Josep Antoni Fernández i Fernández | Q8961201  | dibuixant de còmics d'humor                                                                                  | autor de còmic                                         |        |
| Josep Cruanyes i Tor               | Q9013096  | historiador i advocat català                                                                                 | historiador advocat                                    |        |
| Leonora Milà i Romeu               | Q11931361 | Pianista i compositora catalana                                                                              | compositor pianista                                    |        |
| Margarida Aritzeta i Abad          | Q11935393 | escriptora catalana                                                                                          | escriptor                                              |        |
| Teresa Clota i Pallàs              | Q11951581 | escriptora espanyola                                                                                         | escriptor                                              |        |
| Victòria Almuni i Balada           | Q14122298 | historiadora de l'art i política catalana                                                                    | polític historiador de l'art                           |        |
| Rosa Maria Malet i Ybern           | Q16976889 | historiadora de l'art catalana                                                                               | historiador de l'art museòleg activista cultural       |        |
| Maria Rius i Camps                 | Q17301719 | il·lustradora catalana                                                                                       | il·lustrador                                           |        |
| Carme Mayol Fernández              | Q19290135 | bibliotecària i professora universitària catalana                                                            | bibliotecari professor d'universitat                   |        |
| Lucía Caram                        | Q19805190 | monja dominica contemplativa i activista cristiana                                                           | escriptor religiosa catòlica                           |        |
| Pepita Pardell i Terrade           | Q21693842 | animadora, dibuixant, il·lustradora i pintora catalana                                                       | il·lustrador pintor autor de còmic                     |        |
| Dolors Udina i Abelló              | Q27859573 | traductora i professora de traducció catalana                                                                | traductor catedràtic                                   |        |
| Joan Viñas i Salas                 | Q35028845 | metge i professor universitari català                                                                        | professor d'universitat cirurgià metge                 |        |
| Amadeu Cuito i Hurtado             | Q53548532 | Advocat, economista, escriptor i polític català (Barcelona, 1936)                                            | advocat economista escriptor polític                   |        |
| Francesc Anoro Zuferri             | Q55091861 | | polític activista cultural                             |        |
| Roger Español i Tor                | Q55286287 | músic català                                                                                                 | saxofonista activista polític polític                  |        |
| Nemesi Solà i Franquesa            | Q55640563 | sindicalista i activista català                                                                              | activista sindicalista flequer                         |        |
| Artur Ramon i Picas                | Q55647333 | Antiquari i galerista d'art català (Barcelona, 1941)                                                         | antiquari galerista                                    |        |
| Josep Maria Roset Camps            | Q57023831 | fotògraf | fotògraf realitzador de documentals activista cultural |        |
| Roser Vernet Anguera               | Q57024088 | filòloga catalana                                                                                            | filòleg activista cultural activista social            |        |
| Maria Teresa Casals i Rubio        | Q60287200 | filòloga, mestra i activista catalana                                                                        | professor filòleg                                      |        |
| Assumpció Malagarriga Rovira       | Q61059209 | Pedagoga musical                                                                                             | pedagog musical                                        |        |
| Santiago Marrè Burcet              | Q61059227 | | activista cultural                                     |        |